# Pescara Calcio a 5 2014-2015
Questa pagina raccoglie i dati riguardanti il Pescara Calcio a 5, squadra di calcio a 5 militante in serie A, nelle competizioni ufficiali della stagione 2014-2015. Dopo quattro stagioni si conclude il rapporto con Mario Patriarca, sostituito da Fulvio Colini per cercare il salto di qualità definitivo che permetta al Pescara di insidiare Acqua e Sapone, Asti e Luparense nella lotta allo scudetto. La squadra viene costruita in base alle indicazioni del tecnico: sono tesserati i fedelissimi Caputo e Rogerio (con Colini sia a Montesilvano che a San Martino di Lupari) nonché l'argentino Maximiliano Rescia, una delle rivelazioni della scorsa stagione. I veri colpi di mercato sono tuttavia rappresentati dall'ingaggio di Mauro Canal e Marco Ercolessi provenienti dalla Luparense; la società è tuttavia costretta a sacrificare Daniel Giasson e Mauricio che compiono il percorso inverso. Per adeguarsi alla nuova regola imposta dalla Divisione calcio a 5 che prevede l'utilizzo di sei giocatori formati in Italia, in porta è stato svincolato Marco Zaramello, sostituito da Leandro Garcia Pereira proveniente dal Napoli.

## Calciomercato

### Sessione estiva
| Alessandro Cafarelli   | Squadra Mouscron |
| Mauro Canal            | Luparense        |
| Antonio Capuozzo       | Loreto Aprutino  |
| Ricardo Caputo         | Luparense        |
| Marco Ercolessi        | Luparense        |
| Enrico Ferri           | LCF Martina      |
| Santiago Francini      | Intelli          |
| Leandro Garcia Pereira | Napoli           |
| Maximiliano Rescia     | Real Rieti       |
| Rogério                | Real Rieti       |
| Simone Tatonetti       | Tollo            |

| Valerio Barigelli | Nursia        |
| Bruno             | Arzignano     |
| Rodrigo Canabarro | Vento em Popa |
| Vinícius Duarte   | Lazio         |
| Daniel Giasson    | Luparense     |
| Sergio González   | Palma         |
| Jonas             | Asti          |
| Maurício          | Luparense     |
| Fabián Robledo    | Jaén          |
| Sergio Romano     | Asti          |
| Marco Zaramello   | svincolato    |

### Sessione invernale
| Javier Adolfo Salas | Lazio      |
| Luiz Claudio Costa  | svincolato |

| Alessandro Cafarelli | Sangiorgese |
| Santiago Francini    | River Plate |

## Rosa 2014-2015
| N° | Naz.                                   | Ruolo | Sportivo               | Anno     |  |  |
| -- | -------------------------------------- | ----- | ---------------------- | -------- |  |  |
| 24 | Italia (bandiera)                      | POR   | Antonio Capuozzo       | 24.03.80 |  |  |
| 20 | Brasile (bandiera) · Italia (bandiera) | POR   | Leandro Garcia Pereira | 01.06.88 |  |  |
| 22 | Italia (bandiera)                      | POR   | Simone Tatonetti       | 01.06.92 |  |  |
| 6  | Brasile (bandiera) · Italia (bandiera) | DIF   | Ricardo Caputo         | 15.12.81 |  |  |
| 2  | Italia (bandiera)                      | DIF   | Marco Ercolessi        | 15.05.86 |  |  |
| 3  | Italia (bandiera)                      | DIF   | Luca Leggiero          | 11.11.84 |  |  |
| 10 | Brasile (bandiera) · Italia (bandiera) | UNI   | Mauro Canal            | 25.06.86 |  |  |
| 11 | Brasile (bandiera) · Italia (bandiera) | UNI   | Eduardo Morgado        | 19.06.81 |  |  |
| 8  | Argentina (bandiera)                   | UNI   | Maximiliano Rescia     | 29.10.87 |  |  |
| 24 | Italia (bandiera)                      | UNI   | Ruben Stella           | 12.10.86 |  |  |
| 12 | Italia (bandiera)                      | LAT   | Alessandro Cafarelli   | 18.09.90 |  |  |
| 14 | Argentina (bandiera)                   | LAT   | Santiago Francini      | 26.08.93 |  |  |
| 21 | Brasile (bandiera) · Italia (bandiera) | LAT   | Douglas Nicolodi       | 09.06.88 |  |  |
| 7  | Paraguay (bandiera)                    | LAT   | Javier Adolfo Salas    | 22.09.93 |  |  |
| 9  | Brasile (bandiera)                     | PIV   | Rogério                | 17.12.78 |  |  |

## Under-21
| N° | Naz.              | Ruolo | Sportivo              | Anno     |  |  |
| -- | ----------------- | ----- | --------------------- | -------- |  |  |
| 18 | Italia (bandiera) | POR   | Matteo Casati         | 05.11.94 |  |  |
| 13 | Italia (bandiera) | POR   | Lorenzo Pietrangelo   | 24.06.95 |  |  |
| 16 | Italia (bandiera) | DIF   | Pierluigi Galliani    | 05.09.95 |  |  |
| 17 | Italia (bandiera) | UNI   | Riccardo Rapacchietta | 17.09.95 |  |  |
| 15 | Italia (bandiera) | LAT   | Christopher Dambrosio | 07.06.95 |  |  |
| 28 | Italia (bandiera) | PIV   | Enrico Ferri          | 01.07.95 |  |  |

## Risultati

### Serie A

#### Girone di andata
| Arbitri: | Walter Mameli (Cagliari) Gianmichele Frasconi (Olbia) Nicola Zanna (Ferrara) |
| Crono:   | Gino Simonazzi (Reggio Emilia)                                               |

|                                                                 |           |                 |
| Vampeta 21'28'’ E. Bertoni 21'52'’ Pedotti 29'37'’ Coco 37'34'’ | Marcatori | 21'09'’ Rogério |

| Arbitri: | Angelo Galante (Ancona) Ferruccio Prisma (Crotone) |
| Crono:   | Simone Micciulla (Roma 2)                          |

|                                                                                  |           |               |
| Nicolodi 13'43'’ 32'34'’ (rig.) Canal 35'34'’ Ercolessi 37'21'’ Leggiero 39'33'’ | Marcatori | 23'04'’ Botta |

| Arbitri: | Filippo Ragalà (Bologna) Damiano Calaprice (Bari) Giancarlo Lombardi (Roma 1) |
| Crono:   | Andrea Campi (Ciampino)                                                       |

|                                                                                            |           |                                                                                          |
| Rescia 8'32'’ (aut.) Zanchetta 12'25'’ Silveira 17'35'’ Chimanguinho 24'10'’ Crema 31'25'’ | Marcatori | 0'22'’ Caputo 6'44'’ Canal 15'52'’ (aut.) Daví 28'59'’ Ercolessi 37'05'’ (rig.) Nicolodi |

| Arbitri: | Daniele Fratangeli (Frosinone) Gennaro Luca De Falco (Catanzaro) Marco Di Filippo (Teramo) |
| Crono:   | Marco Messina (Vasto)                                                                      |

|                               |           |                 |
| Canal 34'12’’ Rogério 39'51’’ | Marcatori | 37'36’’ Giasson |

| Arbitri: | Francesco Paolo Spinazzola (Barletta) Nicola Maria Manzione (Salerno) |
| Crono:   | Giovanni Nero (Latina)                                                |

|                                                |           |                                              |
| Manfroi 6'07'’ Schininà 7'27'’ Manfroi 27'16'’ | Marcatori | 5'56'’ Leggiero 8'36'’ Rogério 35'44'’ Canal |

| Arbitri: | Alessandro Maggiore (Bologna) Antonio Gallo (Torre Annunziata) |
| Crono:   | Antonino Tupone (Lanciano)                                     |

|                             |           |                         |
| Rescia 5'03’’ Caputo 7'17’’ | Marcatori | 33'08’’, 39'08'’ Nurchi |

| Arbitri: | Angelo Galante (Ancona) Francesco Peroni (Città Di Castello) Lorenzo Di Guilmi (Vasto) |
| Crono:   | Gianfranco Di Padova (Termoli)                                                         |

|                                                   |           |                |
| Cuzzolino 12'40'’ Leitão 19'59'’ Cavinato 29'31'’ | Marcatori | 15'59'’ Rescia |

| Arbitri: | Mario Filippini (Roma 1) Francesco Cirillo (Rovereto) |
| Crono:   | Manuela Di Fabbi (Sulmona)                            |

|                               |           |  |
| Rescia 2'33’’ Rogério 17'57’’ | Marcatori |  |

| Arbitri: | Fabio Gelonese (Saronno) Luca Rutigliano (Bari) |
| Crono:   | Daniele Ferretti (Roma 1)                       |

|                       |           |                                                |
| Bacaro 3'56'’, 8'20'’ | Marcatori | 8'05'’ Rogério 15'56'’, 24'20'’, 37'53'’ Canal |

| Arbitri: | Francesco Scarpelli (Padova) Ruggiero Chiariello (Barletta) |
| Crono:   | Andrea Di Vito (L'Aquila)                                   |

|                                                                   |           |  |
| Canal 4'31’’ Caputo 7'31’’ Rogério 21'16’’ Canal 22'36’’, 35'41'’ | Marcatori |  |

#### Girone di ritorno
| Arbitri: | Francesco Novellino (Potenza) Mauro Albertini (Ascoli) |
| Crono:   | Pierluigi Tomassetti (Ascoli)                          |

|               |           |                                                            |
| Canal 12'43’’ | Marcatori | 4'01’’ Pedotti 22'55’’ Failla 33'05’’ Kaká 39'53’’ Pedotti |

| Arbitri: | Vincenzo Tafuro (Brindisi) Walter Mameli (Cagliari) Nicola Maria Manzione (Salerno) |
| Crono:   | Luca Vincenzo Caracozzi (Foggia)                                                    |

|                                                                                     |           |                                            |
| R. Bertoni 8'44’’ Leggiero 20’ (aut.) Galletto 29'42’’ Bico 33'37'’ Pedrito 37'13'’ | Marcatori | 5'20’’ Salas 23'06'’ Rogério 35'20’’ Canal |

| Arbitri: | Alessandro Malfer (Rovereto) Francesco Paolo Spinazzola (Barletta) |
| Crono:   | Massimo Tiberio (Teramo)                                           |

|                                              |           |                                           |
| Canal 10'49'’ Nicolodi 15'10'’ Canal 37'45'’ | Marcatori | 8'48'’ Lemine 12'03'’ Suazo 37'24'’ Perić |

| Arbitri: | Ferruccio Prisma (Crotone) Rosario La Cerra (Battipaglia) |
| Crono:   | Francesco Scarpelli (Padova)                              |

|                                                                                    |           |                                                                               |
| Waltinho 8'18'’ Honorio 11'38'’ Merlim 25'40'’ (rig.) Nora 32'07'’ Honorio 32'15'’ | Marcatori | 18'14'’ Rogério 19'35'’ Canal 21'08'’, 27'03'’ Rogério 28'03'’, 29'05'’ Canal |

| Arbitri: | Giovanni Beneduce (Nola) Donato Lamanuzzi (Molfetta) |
| Crono:   | Dario Di Nicola (Pescara)                            |

|                             |           |                  |
| Canal 29'28'’ Salas 34'40'’ | Marcatori | 21'01'’ Paulinho |

| Arbitri: | Mario Filippini (Roma 1) Francesco Nitti (Barletta) |
| Crono:   | Marco Delpiano (Cagliari)                           |

|                            |           |                                      |
| Serpa 39'25'’ Beto 39'45'’ | Marcatori | 18'10'’, 30'30'’ Canal 39'35'’ Salas |

| Arbitri: | Daniele Di Resta (Roma 2) Carmelo Loddo (Reggio Calabria) |
| Crono:   | Antonino Tupone (Lanciano)                                |

|                                                         |           |                                              |
| Leggiero 24'59'’ Nicolodi 33'06'’ Rogério 39'27’ (rig.) | Marcatori | 27'33'’ Cuzzolino 36'29'’ Schmitt 37’ Murilo |

| Arbitri: | Ruggiero Chiariello (Barletta) Angelo Galante (Ancona) |
| Crono:   | Rocco Morabito (Vercelli)                              |

|                                             |           |                                                               |
| Jonas 8'02'’ Duarte 18'50'’ Wilhelm 37'59'’ | Marcatori | 10'13'’ Rogério 24'40'’ Salas 30'15'’ Rescia 31'17'’ Leggiero |

| Arbitri: | Giuseppe Di Gregorio (Enna) Francesco Cirillo (Rovereto) |
| Crono:   | Daniele Di Resta (Roma 2)                                |

|                                     |           |                    |
| Caputo 6'19'’ PC 9'58'’ Rogério 40’ | Marcatori | 23'49'’ Battistoni |

| Arbitri: | Vincenzo Giannantonio (Campobasso) Filippo Ragalà (Bologna) |
| Crono:   | Gennaro Luca De Falco (Catanzaro)                           |

|                        |           |                                                                                    |
| Morgado 14'20'’ (aut.) | Marcatori | 6'13'’, 11'08'’ Rescia 21'29'’, 23'42'’ Canal 30'50'’ Leggiero 32'25'’, 35’ Rescia |

#### Play-off
| Arbitri: | Gianantonio Leonforte (Vicenza) Mauro De Coppi (Conegliano) Mario Filippini (Roma 1) |
| Crono:   | Daniele Intoppa (Roma 2)                                                             |

|                                                                |           |                                       |
| Maina 8'14'’ Battistoni 11'56'’ Terenzi 19'44'’ Bacaro 39'59'’ | Marcatori | 21'48'’, 22'37'’ Rescia 33'30'’ Canal |

| Arbitri: | Giuseppe Parente (Como) Rocco Morabito (Vercelli) Lorenzo Di Guilmi (Vasto) |
| Crono:   | Viviana Pennese (Vasto)                                                     |

|                                                     |           |              |
| Salas 14'29'’ Canal 22'20'’ Rescia 27'14'’, 35'13'’ | Marcatori | 30'12'’ Lara |

| Arbitri: | Damiano Calaprice (Bari) Vincenzo Giannantonio (Campobasso) Daniele Ferretti (Roma 1) |
| Crono:   | Massimiliano Palombi (Avezzano)                                                       |

| |           |                               |
| Ercolessi 5'02'’, 13'01'’ (t.l.) Nicolodi 13'25'’ 25'14'’ Rescia 31'42'’, 32'31'’ Salas 38'37'’ Rescia | Marcatori | 18'08'’ Avellino 19'53'’ Lara |

| Arbitri: | Angelo Galante (Ancona) Ferruccio Prisma (Crotone) Leonardo Gaetani (San Benedetto) |
| Crono:   | Giovanni Zannola (Ostia Lido)                                                       |

|                                      |           |                                                       |
| 33'57'’, 34'17'’, 39'55'’ Calderolli | Marcatori | 18'25'’ Rogério 33'19'’ Salas 38'19'’ (rig.) Nicolodi |

| Arbitri: | Nicola Maria Manzione (Salerno) Andrea Sabatini (Bologna) Lorenzo Cursi (Jesi) |
| Crono:   | Marco Messina (Vasto)                                                          |

|                                                                                    |           |                                                             |
| Rescia 0'57'’ PC 2’ Rescia 6'44'’, 12'24'’ Canal 36'53'’ Rescia 38'05'’ PC 38'48'’ | Marcatori | 14'47'’ (aut.) Morgado 33'09'’ Cavinato 39'23'’ De Oliveira |

| Arbitri: | Daniele Di Resta (Roma 2) Mario Filippini (Roma 1) Mauro Albertini (Ascoli Piceno) |
| Crono:   | Manuela Di Fabbi (Sulmona)                                                         |

|                                                                             |           |                                             |
| Nicolodi 6'17'’ Ercolessi 21'48'’ Rescia 23'34'’ Rogério 23'43'’ PC 38'37'’ | Marcatori | 6'54'’ Kaká 26'23'’ Tuli 27'03'’ E. Bertoni |

| Arbitri: | Walter Mameli (Cagliari) Marco Delpiano (Cagliari) Nicola Zanna (Ferrara) |
| Crono:   | Andrea Sabatini (Bologna)                                                 |

|                                            |           |                                                                     |
| Coco 1'47'’ E. Bertoni 7'24'’ Kaká 37'16'’ | Marcatori | 3'58'’ (aut.) Vinícius 11'55'’ Canal 17'43'’ Rogério 23'40'’ Rescia |

| Arbitri: | Alessandro Malfer (Rovereto) Ruggiero Chiariello (Barletta) Alessandro Maggiore (Bologna) |
| Crono:   | Natale Mazzone (Imola)                                                                    |

|                                             |                      |                                                |
| Tuli 19'43'’ André 36'16'’                  | Marcatori            | 30'50'’ PC 31'01'’ Canal                       |
| E. Bertoni Pedotti Coco Tuli Vinícius Titon | Tiri di rigore 4 – 3 | Nicolodi Canal Rogério Salas Ercolessi Morgado |

| Arbitri: | Nicola Maria Manzione (Salerno) Mauro Albertini (Ascoli Piceno) Antonio Gallo (Torre Annunziata) |

|                        |                      |                         |
| Salas 10'10'’          | Marcatori            | 3'02'’ Pedotti          |
| Nicolodi Canal Rogério | Tiri di rigore 3 – 2 | Pedotti Coco E. Bertoni |

### Coppa Italia
| Arbitri: | Gennaro Luca De Falco (Catanzaro) Ruggiero Chiariello (Barletta) Francesco Nitti (Barletta) |
| Crono:   | Lorenzo Di Guilmi (Vasto)                                                                   |

|                                                                                |           |                                             |
| Rogério 4'13'’ Nicolodi 6'11'’ Rogério 10'38'’ Ercolessi 12'50'’ Canal 23'51'’ | Marcatori | 17'56'’ Tuli 38'59'’ (aut.) PC 39'58'’ Kaká |

| Arbitri: | Nicola Maria Manzione (Salerno) Daniele Di Resta (Roma 2) Rosario La Cerra (Battipaglia) |
| Crono:   | Marco Messina (Vasto)                                                                    |

|                                 |                      |                               |
| Merlim 27'11"’ Waltinho 34'43"’ | Marcatori            | 24'34"’ Rogério 34'03"’ Canal |
| Giasson Waltinho Merlim Fabiano | Tiri di rigore 1 – 2 | Nicolodi Canal Rogério Salas  |

| Arbitri: | Walter Mameli (Cagliari) Filippo Ragalà (Bologna) Gianfranco Di Padova (Termoli) |
| Crono:   | Daniele Intoppa (Roma 2)                                                         |

|                                                                         |           |                                                                                       |
| Rescia 8'47"’ PC 16'40"’ Caputo 30'13"’ Canal 31'50"’ Ercolessi 44'03"’ | Marcatori | 12'56"’ Wilhelm 26'18"’ Ramon 28'58"’ Follador 37'42"’ Jonas 46'27"’, 49'40"’ Fortino |

### Winter Cup
| Arbitri: | Fabrizio Burattoni (Lugo Di Romagna) Antonio Sessa (Foggia) |
| Crono:   | Daniele Di Resta (Roma 2)                                   |

|                                                      |           |                                |
| Salas 27'43'’ Rogério 33'01'’ Pereira 34'20'’ (aut.) | Marcatori | 9'24'’ Delpizzo 29'47'’ Vieira |

| Arbitri: | Andrea Sabatini (Bologna) Filippo Ragalà (Bologna) Nicola Zanna (Ferrara) |
| Crono:   | Natale Mazzone (Imola)                                                    |

|                                  |           |                                                                      |
| Borruto 7'29'’, 14'08'’, 29'53'’ | Marcatori | 0'22'’ Rogério 2'47'’ Rescia 4'01'’ (aut.) Cuzzolino 13'37'’ Rogério |

| Arbitri: | Angelo Galante (Ancona) Damiano Calaprice (Bari) Ettore Quarti (Imperia) |
| Crono:   | Rocco Morabito (Vercelli)                                                |

|                        |                      |                 |
| Rogério 23'47'’        | Marcatori            | 17'23’’ Wilhelm |
| Rogério Canal Nicolodi | Tiri di rigore 1 – 2 | Fortino Jonas   |